# Акылбай, Серик Байсеитулы
Серик Байсеитулы Акылбай (каз. Серік Байсейітұлы Ақылбай; род. 12 января 1949, Джезказган) — казахстанский государственный и политический деятель. Депутат Сената Парламента Республики Казахстан (2005—2017).

## Биография
Родился 12 января 1949 года в г. Джезказган.
В 1980 году окончил юридический факультет Карагандинского государственного университета по специальности юрист.
В 2007 году защитил учёное звание кандидата юридических наук.

## Трудовая деятельность
Трудовую деятельность по специальности начал с 1980 года стажером, адвокатом Тургайской областной коллегии адвокатов.
С 1981 по 1983 годы — Заведующий юридической консультацией Державинского района Тургайской области.
С 1983 по 1988 годы — Судья, Председатель Державинского районного суда Тургайской области.
С 1988 по 1990 годы — Председатель Целиноградского городского суда.
С 1990 по 1992 годы — Заместитель Председателя Тургайского областного суда.
С 1992 по 1996 годы — и.о. Председателя, Председатель Тургайского областного суда.
С 1996 по 1997 годы — Председатель коллегии по хозяйственным делам Тургайского областного суда.
С 1997 по 1998 годы — Судья Акмолинского областного суда.
С 1998 по 2002 годы — Судья Верховного Суда Республики Казахстан.
С 2002 по 2005 годы — Прокурор Карагандинской области.
С 2017 года по настоящее время — Председатель Республиканского Общественного Объединения «Казахстанский союз юристов».

## Прочие должности
- Член Совета по правовой политике при Президенте Республики Казахстан;

## Выборные должности, депутатство
С 2005 по 2017 годы — Депутат Сената Парламента Республики Казахстан от Карагандинской области, Председатель Комитета по конституционному законодательству, судебной системе и правоохранительным органам Сената Парламента Республики Казахстан (2012—2017).
Член Совета Сенаторов при Сенате Республики Казахстан ( с 20.09.2019 по настоящее время)
Член Национального Курултая при президенте Республики Казахстан (с 14.04.2022 по настоящее время)

## Награды и звания
- Почётная Грамота Верховного Совета Казахской ССР (1980)
- Орден Курмет (2007)[2]
- Орден «Содружество» (МПА СНГ 2011 года)
- Орден Парасат (2014)[3][4]
- Благодарственное письмо Первого Президента Республики Казахстан.
- Почётный юрист Казахстана.
- Медаль «Ветеран судебной системы Республики Казахстана» (2014)[5]
- Орден «Барыс» III  степени (2022)
- Медаль «МПА СНГ. 25 лет» (27 марта 2017 года, Межпарламентская ассамблея СНГ) — за заслуги в деле развития и укрепления парламентаризма, за вклад в развитие и совершенствование правовых основ функционирования Содружества Независимых Государств, укрепление международных связей и межпарламентского сотрудничества[6]
- Государственные юбилейные медали
- 1998 — Медаль «Астана»
- 2001 — Медаль «10 лет независимости Республики Казахстан»
- 2005 — Медаль «10 лет Конституции Республики Казахстан»
- 2008 — Медаль «10 лет Астане»
- 2011 — Медаль «20 лет независимости Республики Казахстан»
- 2015 — Медаль «20 лет Конституции Республики Казахстан»
- 2015 — Медаль «20 лет Ассамблеи народа Казахстана»
- 2016 — Медаль «25 лет независимости Республики Казахстан»
- 2018 — Медаль «20 лет Астане»[7]

## Научные, литературные труды
- Автор книги «Антикоррупционная политика в Республике Казахстан» (2006), соавтор Комментария к Уголовно-процессуальному кодексу Республики Казахстан (2001), Комментария к Уголовно-исполнительному кодексу Республики Казахстан (2006) и др.